# 第一代斯塔福德伯爵約翰·拜恩

第一代斯塔福德伯爵約翰·拜恩的纹章

第一代斯塔福德伯爵约翰·拜恩元帅 GCB，GCH，PC (Ire)（Field Marshal John Byng, 1st Earl of Strafford，1772年—1860年6月3日），是一位英国陆军军官和政治家。在法国大革命战争和1798年爱尔兰叛乱期间担任下级军官后，拜恩在瓦尔赫伦岛战役期间成为第3近卫步兵团掷弹兵营的指挥官。拜恩随后在维多利亚战役中担任步兵旅旅长，并在1813年7月25日的龙塞斯瓦利斯战役中在清晨率领部下坚守阵地三个小时，最后才被迫撤退。
在百日王朝期间，拜恩在1815年6月的四臂村战役中指挥了第2近卫步兵旅，并在同月晚些时候参与了滑铁卢战役，当时其麾下的轻步兵连在保卫乌古蒙庄园时发挥了重要作用。战争结束后，拜恩担任爱尔兰总司令。在1831年离开爱尔兰后，他被选为多塞特郡普尔的国会议员，属辉格党。此外，拜恩是为数不多的支持改革法案的军人之一，为此他被授予爵位。

## 出身
约翰·拜恩是乔治·拜恩（George Byng，1735-1789）的第三个儿子，一家人居住在米德尔塞克斯（今属赫特福德郡）。乔治·拜恩是巴巴多斯总督罗伯特·拜恩（Robert Byng，1703-1740）的长子。约翰·拜恩的曾祖父是第一代托林顿子爵乔治·拜恩海军上将。

## 职业生涯

### 早年提拔
约翰·拜恩最初在西敏公学接受教育。1793年9月30日，约翰·拜恩被任命为第33惠灵顿公爵步兵团的一名少尉。拜恩于同年12月1日晋升中尉，并于1794年12月27日晋升上尉。同年晚些时候，他被派往荷兰。1795年1月的法兰德斯战役期间，他在海尔德马尔森的一场小规模冲突中受伤。
1796年，拜恩成为爱尔兰南部军区理查德·维斯将军的副官，并在1798年的爱尔兰叛乱中负伤。拜恩于1799年12月28日成为第60步兵团的少校军官，随后于1800年3月18日成为转至第29步兵团担任中校。拜恩于1804年8月11日被调到第3近卫步兵团。他随第3近卫步兵团参与了1805年汉诺威战役，1807年8月的哥本哈根战役，及1809年秋季灾难性的瓦尔赫伦岛战役。

### 拿破仑战争
1810年7月25日，拜恩晋升上校，并于1811年9月前往西班牙，成为罗兰·希尔（Rowland Hill）将军麾下的一位旅长。1813年6月4日，拜恩晋升少将并参与了维多利亚战役及7月25日的龙塞斯瓦利斯战役。龙塞斯瓦利斯战役中，拜恩的旅首当其冲地抵御法国的进攻并坚守阵地三个小时。拜恩在龙塞斯瓦勒斯的顽强抵抗让惠灵顿侯爵得以在接下来的几天内集结足够的军队在比利牛斯山战役中击败法国人。

### 尼夫之战
拜恩随后参加了1813年11月的尼韦尔战役及1813年12月的尼夫战役；在后一场战斗中，拜恩带领他的部队在炮火下占领了一座小山，然后在山上插上了第31步兵团的旗帜。拜恩的表现得到了摄政王的赞赏。

### 滑铁卢
拜恩在1814年参与了2月的奥尔泰兹战役和4月的图卢兹战役。在百日王朝期间，拜恩在四臂村战役中指挥了近卫第2旅，并在同月晚些时候参与了滑铁卢战役。战斗结束后，拜恩被任命为第1军团的指挥官，并带领部队向巴黎进军。在夺取佩罗讷及其堡垒后，他的军团继续占领蒙马特，而后拜恩麾下的部队被编入法国占领军。拜恩于1815年1月2日获得巴斯勋章，并于同年10月8日获得奥地利玛丽亚·特蕾莎勋章。

### 爱尔兰与政治生涯

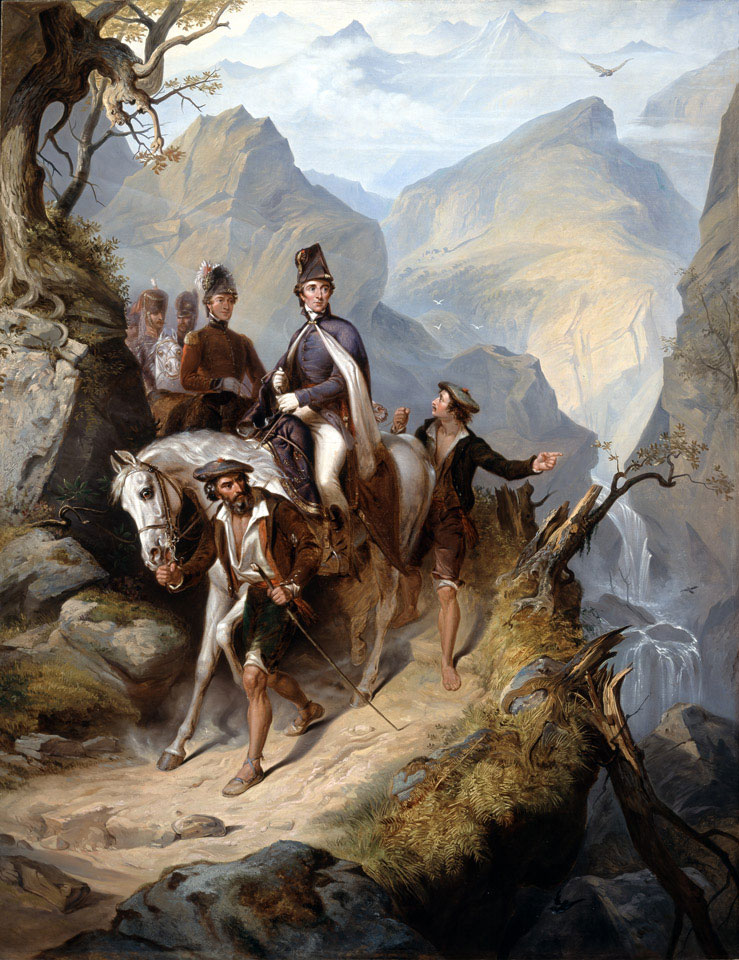
比利牛斯山脉战役：拜恩在龙塞斯瓦勒斯的顽强抵抗让威灵顿子爵（骑马者）得以集结足够的军队在战役中击败法军

拜恩于1815年10月成为英格兰东部军区司令，然后于1816年6月调任英格兰北部军区司令。在1819年的彼得卢屠杀中，他因当天有两匹马参加赛马而缺席，并将指挥权委托给他的副手，但副手未能和平驱散大批人群，导致18人死亡，数百人受伤。1825年5月27日拜恩晋升中将，并于1828年获得巴斯骑士大十字勋章。同年，拜恩成为爱尔兰总司令，并于当年晚些时候获准进入爱尔兰枢密院。在离开爱尔兰后，拜恩于1831年被选为多塞特郡普尔的国会议员，并且是为数不多支持1832年改革法令的人之一。1832年6月15日，拜恩获得了伦敦德里总督的名誉职位。为表彰拜恩对改革法案的支持，首相墨尔本勋爵于1835年5月8日将拜恩提升为贵族，成为哈蒙兹沃思的斯特拉福德男爵。拜恩于1841年11月23日晋升上将，并于1847年8月28日进一步升为恩菲尔德子爵和斯特拉福德伯爵。
拜恩还曾担任第4西印度军团的名誉团长、第2西印度军团的名誉团长和第29步兵团名誉团长。在他人生的最后几年，拜恩还成为了冷溪卫队的名誉团长。拜恩于1855年10月2日晋升陆军元帅，最终于1860年6月3日在格罗夫纳广场的家中去世。

## 家庭生活
拜恩结过两次婚：
- 首任妻子玛丽·麦肯齐（Mary Mackenzie），两人育有一个儿子： [4]
  - 第二代斯特拉福德伯爵乔治·史蒂文斯·宾（George Stevens Byng，1806–1886）
- 在他的第一任妻子去世后，拜恩与沃尔特·詹姆斯·詹姆斯爵士的女儿玛丽安·詹姆斯结婚，并育有一个儿子和三个女儿。[4]